# Hylaeus maritimus
Hylaeus maritimus là một loài Hymenoptera trong họ Colletidae. Loài này được Bridwell mô tả khoa học năm 1910.